# نیمه‌عمر ۲: دث‌مچ
نیمه‌عمر ۲: دث‌مچ (به انگلیسی: Half-Life 2: Deathmatch) یک بازی ویدئویی چندنفره تیراندازی اول شخص است که توسط ولو ساخته شده‌است و در ۳۰ نوامبر ۲۰۰۴ در استیم منتشر شد. بازی بسیاری از فایل‌های نیمه‌عمر ۲ و موتور بازی سورس استفاده می‌کند.
بازی دارای ویژگی‌هایی مانند مراحل جدید، بهینه شده برای بخش چند نفره و چند سلاح جدید است. همچنین بخش‌هایی از کد منبع بازی وجود دارد که مبنای بسیاری از تغییرات اولیه چند نفره مبتنی بر موتور سورس قرار گرفت. این بازی به عنوان یک محصول جداگانه از نیمه‌عمر ۲ ارائه شد. نیمه‌عمر ۲(half life 2
): دث‌مچ مثل بخش چند نفره نیمه‌عمر داستان مجموعه نیمه‌عمر را توسعه نمی‌دهد.

اسلحه جاذبه در نیمه‌عمر ۲: دث‌مچ

دث‌مچ یک حالت بازی است.